# Holtland
Holtland – miejscowość i gmina w Niemczech, w kraju związkowym Dolna Saksonia, w powiecie Leer, wchodzi w skład gminy zbiorowej Hesel.